# Amphipoda
Los anfípodos (Amphipoda, del griego amphí, "de un lado y otro" y podós, "pie") son un orden de pequeños crustáceos malacostráceos que incluye a más de 7000 especies descritas, aunque el más grande, Alicella gigantea, puede llegar a medir 34 cm.
Muchos anfípodos son marinos; aunque un pequeño número de especies son límnicos o terrestres. Los anfípodos marinos pueden ser pelágicos (viven en la columna de agua) o bentónicos (viven en el fondo marino). Los anfípodos pelágicos son comidos por aves marinas, peces, y mamíferos marinos. Los anfípodos terrestres como los Talitridae viven en la arena, guijarrales, o en playas.

## Morfología[2]

Anatomía de los Anfípodos.

A diferencia de otros crustáceos como los decápodos, no presentan caparazón. A diferencia de los isópodos cuyos apéndices torácicos y abdominales son muy similares, los anfípodos presentan varios grupos de apéndices que difieren en forma y función.
Su cuerpo está comprimido lateralmente y dividido en cabeza (cefalón), tórax (pereión) y abdomen (pleón), al igual que ocurre en todos los crustáceos. El cefalón presenta un par de ojos sésiles, a diferencia de otros crustáceos como los decápodos cuyos ojos son pedunculados.
Su pereión está compuesto por ocho segmentos o pereionitos, cada uno con un par de apéndices, sin embargo, el primer perionito está fusionado al cefalón, de manera que los apéndices de este segmento pasan a tener función trófica y a denominarse maxilípedos. De los siete pares de apéndices restantes los dos primeros, más desarrollados y llamados gnatópodos, son utilizados para capturar el alimento, mientras que los cinco pereiópodos restantes suelen ser locomotores. Es frecuente que el máximo grado de desarrollo de los gnatópodos aparezca en machos adultos.
El pleón está formando por seis segmentos o pleonitos con un par de apéndices por segmentos. Los tres primeros segmentos presentan unas expansiones laterales llamadas placas epimerales y un par de apéndices o pleópodos por segmento, mientras que los tres últimos carecen de estas placas y constituyen el urosoma, de manera que los últimos apéndices se denominan urópodos. En el extremo posterior encontramos el telson, una estructura sin origen embrionario metamérico.

## Distribución y vida
Muchas especies de anfípodos pelágicos son mutualistas o (usualmente) parásitos, viviendo en asociación con invertebrados Scyphozoa y Salpidae. Phronima es un género relativamente común de los anfípodos pelágicos que matan y limpian los cuerpos de los Salpidae para vivir dentro y cuidar a sus crías.
De las relativamente pocas especies de vida libre, los anfípodos planctonicos, donde el más abundante de todos es Themisto gaudichaudii;  que vive en el océano Antártico, este anfípodo se congrega en densas formaciones, siendo un voraz predador de copépodos y otros pequeños miembros del zooplancton.
En mares fríos, los anfípodos bénticos son enormemente diversos y abundantes. En aguas antárticas, los anfípodos son los más abundantes crustáceos bénticos. Algunos son forrajeros, muchos son omnívoros, algunos son carroñeros similares a las pirañas: rápidamente limpian las carcasas de los animales muertos. Los anfípodos son uno de los pocos grupos de animales frecuentemente vistos cuando submarinos descienden a partes abisales del océano. Otros anfípodos bénticos son el alimento primario de las Eschrichtius robustus ballenas grises.
Una especie de anfípodo de las quillas de barcos, común del océano Atlántico y de estuarios es Jassa falcata.
Se han encontrado seis especies de anfípodos en el abismo de Challenger, en la fosa de las Marianas. Curiosamente, una de ellas produce un compuesto que se está probando para tratar el Alzheimer[cita requerida].

## Taxonomía
Actualmente el orden Amphipoda se divide en seis subórdenes:
- Suborden Amphilochidea
- Suborder Colomastigidea
- Suborder Hyperiidea
- Suborder Hyperiopsidea
- Suborder Pseudingolfiellidea
- Suborder Senticaudata

Dentro de estos subórdenes se reconocen las siguientes 205 familias:
- Acanthogammaridae Garjajewia, 1901 (41 géneros, 159 especies)
- Acanthonotozomatidae Stebbing, 1906 (4 géneros, 17 especies)
- Acidostomatidae Lowry & Stoddart, 2011 (2 géneros, 11 especies)
- Aetiopedesidae Myers & Lowry, 2003 (1 género, 1 especie)
- Alicellidae Lowry & De Broyer, 2008 (6 géneros, 16 especies)
- Allocrangonyctidae Holsinger, 1989 (3 géneros, 69 especies)
- Amaryllididae Lowry & Stoddart, 2002 (8 géneros, 35 especies)
- Amathillopsidae Pirlot, 1934 (4 géneros, 20 especies)
- Ampeliscidae Krøyer, 1842 (4 géneros, 284 especies)
- Amphilochidae Boeck, 1871 (14 géneros, 89 especies)
- Ampithoidae Stebbing, 1899 (13 géneros, 170 especies)
- Anapronoidae Bowman & Gruner, 1973 (1 género, 1 especie)
- Anisogammaridae Bousfield, 1977 (12 géneros, 62 especies)
- Aoridae Stebbing, 1899 (24 géneros, 228 especies)
- Archaeoscinidae K.H. Barnard, 1930 (2 géneros, 6 especies)
- Argissidae Walker, 1904 (1 género, 1 especie)
- Aristiidae Lowry & Stoddart, 1997 (5 géneros, 39 especies)
- Atylidae Lilljeborg, 1865 (9 géneros, 76 especies)
- Austroniphargidae Iannilli, Krapp & Ruffo, 2011 (3 géneros, 6 especies)
- Baikalogammaridae Kamaltynov 2001 (1 género,1 especies)
- Bateidae Stebbing, 1906 (1 género, 15 especies)
- Behningiellidae Kamaltynov 2001 (3 géneros, 4 especies)
- Biancolinidae J.L. Barnard, 1972 (1 género, 8 especies)
- Bogidiellidae Hertzog, 1936 (38 géneros, 179 especies)
- Bolttsiidae Barnard & Karaman, 1987 (1 género, 2 especies)
- Bougisidae Zeidler, 2004 (1 género, 1 especie)
- Brachyscelidae Stephensen, 1923 (2 géneros, 5 especies)
- Calliopiidae G.O. Sars, 1895 (26 géneros, 102 especies)
- Caprellidae Leach, 1814 (88 géneros, 401 especies)
- Caprogammaridae Kudrjaschov & Vassilenko, 1966 (1 género, 2 especies)
- Carangoliopsidae Bousfield, 1977 (1 género, 1 especie)
- Cardenioidae Barnard & Karaman, 1987 (1 género, 1 especie)
- Caspicolidae Birstein, 1945 (1 género, 1 especie)
- Cebocaridae Lowry & Stoddart, 2011 (9 géneros, 15 especies)
- Ceinidae J.L. Barnard, 1972 (3 géneros, 7 especies)
- Cheidae Thurston, 1982 (1 género, 1 especie)
- Cheirocratidae Ren, 2006 (7 géneros, 18 especies)
- Cheluridae Allman, 1847 (3 géneros, 4 especies)
- Chevaliidae Myers & Lowry, 2003 (1 género, 6 especies)
- Chillagoeidae Lowry & Myers, 2012
- Chiltoniidae J.L. Barnard, 1972 (6 géneros, 11 especies)
- Chuneolidae Woltereck, 1909 (1 género, 3 especies)
- Colomastigidae Stebbing, 1899 (2 géneros, 48 especies)
- Condukiidae Barnard & Drummond, 1982 (1 género, 2 especies)
- Corophiidae Leach, 1814 (25 géneros, 149 especies)
- Crangonyctidae Bousfield, 1973 (9 géneros, 225 especies)
- Crangoweckeliidae Lowry & Myers, 2012
- Cressidae Stebbing, 1899 (2 géneros, 10 especies)
- Crymostygidae Kristjánsson & Svavarsson, 2004 (1 género, 1 especie)
- Cyamidae Rafinesque, 1815 (6 géneros, 31 especies)
- Cyclocaridae Lowry & Stoddart, 2011 (1 género, 2 especies)
- Cyphocarididae Lowry & Stoddart, 1997 (2 géneros, 13 especies)
- Cyproideidae J.L. Barnard, 1974 (18 géneros, 44 especies)
- Cystisomatidae Willemöes-Suhm, 1875 (1 género, 7 especies)
- Dairellidae Bovallius, 1877 (1 género, 1 especie)
- Dexaminidae Leach, 1814 (11 géneros, 121 especies)
- Didymocheliidae Bellan-Santini & Ledoyer, 1986 (2 géneros, 4 especies)
- Dikwidae Coleman & Barnard, 1991 (1 género, 2 especies)
- Dogielinotidae Gurjanova, 1953 (13 géneros, 107 especies)
- Dulichiidae Laubitz, 1983 (6 géneros, 27 especies)
- Dussartiellidae Lowry & Myers, 2012 (2 géneros, 3 especies)
- Endevouridae Lowry & Stoddart, 1997 (2 géneros, 12 especies)
- Eophliantidae Sheard, 1936 (6 géneros, 13 especies)
- Epimeriidae Boeck, 1871 (5 géneros, 61 especies)
- Eriopisidae Lowry & Myers, 2013
- Eulimnogammaridae Kamaltynov, 1999 (19 géneros, 115 especies)
- Eurytheneidae Stoddart & Lowry, 2004 (1 género, 3 especies)
- Eusiridae Stebbing, 1888 (10 géneros, 111 especies)
- Exoedicerotidae Barnard & Drummond, 1982 (12 géneros, 20 especies)
- Falklandellidae Lowry & Myers, 2012 (3 géneros, 3 especies)
- Gammaracanthidae Bousfield, 1989 (2 géneros, 6 especies)
- Gammarellidae Bousfield, 1977 (3 géneros, 8 especies)
- Gammaridae Leach, 1814 (35 géneros, ~386 especies)
- Gammaroporeiidae Bousfield, 1979 (1 género, 1 especie)
- Giniphargidae Lowry & Myers, 2012 (1 género, 1 especie)
- Hadziidae S. Karaman, 1943 (27 géneros, 90 especies)
- Hirondelleidae Lowry & Stoddart, 2010 (1 género, 16 especies)
- Hyalidae Bulycheva, 1957 (14 géneros, 143 especies)
- Haustoriidae Stebbing, 1906 (8 géneros, 45 especies)
- Hyperiidae Dana, 1852 (5 géneros, 26 especies)
- Hyperiopsidae Bovallius, 1886 (3 géneros, 14 especies)
- Iciliidae Dana, 1849 (1 género, 7 especies)
- Ingolfiellidae Hansen, 1903 (12 géneros, 45 especies)
- Ipanemidae Barnard & Thomas, 1988 (1 género, 1 especie)
- Iphigenellidae Kamaltynov, 2001 (1 género, 1 especie)
- Iphimediidae Boeck, 1871 (14 géneros, 100 especies)
- Isaeidae Dana, 1853 (2 géneros, 4 especies)
- Ischyroceridae Stebbing, 1899 (37 géneros, 231 especies)
- Iulopididae Zeidler, 2004 (1 género, 2 especies)
- Izinkalidae Lowry & Stoddart, 2010 (1 género, 1 especie)
- Kairosidae Lowry & Myers, 2013 (1 género, 1 especie)
- Kamakidae Myers & Lowry, 2003 (10 géneros, 32 especies)
- Kergueleniidae Lowry & Stoddart, 2010 (2 géneros, 26 especies)
- Kergueleniolidae Lowry & Myers, 2013 (1 género, 1 especie)
- Kotumsaridae Missouli, Holsinger & Reddy, 2007 (1 género, 1 especie)
- Kuriidae J.L. Barnard, 1964 (1 género, 2 especies)
- Lafystiidae G.O. Sars, 1895 (3 géneros, 5 especies)
- Lanceolidae Bovallius, 1887 (4 géneros, 23 especies)
- Laphystiopsidae Stebbing, 1899 (3 géneros, 8 especies)
- Lepidepecreellidae Lowry & Stoddart, 2010 (1 género, 10 especies)
- Lestrigonidae Zeidler, 2004 (6 géneros, 17 especies)
- Leucothoidae Dana, 1852 (6 géneros, 137 especies)
- Liljeborgiidae Stebbing, 1899 (4 géneros, 104 especies)
- Luciobliviidae Tomikawa 2007 (1 género, 1 especie)
- Lycaeidae Claus, 1879 (2 géneros, 7 especies)
- Lycaeopsidae Chevreux, 1913 (1 género, 2 especies)
- Lysianassidae Dana, 1849 (78 géneros, 491 especies)
- Macrohectopodidae Sowinsky, 1915 (2 géneros, 2 especies)
- Maeridae Krapp-Schickel, 2008 (42 géneros, 328 especies)
- Maxillipiidae Ledoyer, 1973 (2 géneros, 3 especies)
- Megaluropidae Thomas & Barnard, 1986 (4 géneros, 16 especies)
- Melitidae Bousfield, 1983 (46 géneros, 181 especies)
- Melphidippidae Stebbing, 1899 (3 géneros, 14 especies)
- Mesogammaridae Bousfield, 1977 (5 géneros, 6 especies)
- Metacrangonyctidae Boutin & Missouli, 1988 (2+1 géneros, 19+1 especies)
- Metaingolfiellidae Ruffo, 1969 (1 género, 1 especie)
- Microphasmidae Stephensen & Pirlot, 1931 (3 géneros, 6 especies)
- Microprotopidae Myers & Lowry, 2003 (1 género, 5 especies)
- Microscinidae Zeidler, 2012 (1 género, 1 especie)
- Micruropodidae Kamaltynov, 1999 (5 géneros, 52 especies)
- Mimonectidae Bovallius, 1885 (3 géneros, 13 especies)
- Mimoscinidae Zeidler, 2012 (1 género, 4 especies)
- Miramarassidae Lowry, 2006 (1 género, 1 especie)
- Neomegamphopidae Myers, 1981 (6 géneros, 21 especies)
- Neoniphargidae Bousfield, 1977 (7 géneros, 22 especies)
- Nihotungidae J.L. Barnard, 1972 (1 género, 3 especies)
- Niphargidae Bousfield, 1977 (9 géneros, 322 especies)
- Nuuanuidae Lowry & Myers, 2013
- Ochlesidae Stebbing, 1910 (4 géneros, 19 especies)
- Odiidae Coleman & Barnard, 1991 (5 géneros, 11 especies)
- Oedicerotidae Liljeborg, 1865 (44 géneros, 244 especies)
- Opisidae Lowry & Stoddart, 1995 (4 géneros, 17 especies)
- Oxycephalidae Bate, 1861 (8 géneros, 18 especies)
- Pachynidae Lowry & Stoddart, 2011 (11 géneros, 33 especies)
- Pachyschesidae Kamaltynov, 1999 (1 género, 6 especies)
- Pagetinidae K.H. Barnard, 1931 (1 género, 4 especies)
- Pallaseidae Tachteew, 2000 (8 géneros, 21 especies)
- Paracalliopiidae Barnard & Karaman, 1982 (5 géneros, 18 especies)
- Paracrangonyctidae Bousfield, 1983 (3 géneros, 4 especies)
- Paragammaropsidae Myers & Lowry, 2003 (2 géneros, 2 especies)
- Paraleptamphopidae Bousfield, 1977 (3 géneros, 5 especies)
- Paramelitidae Bousfield, 1977 (17 géneros, 711 especies)
- Paraphronimidae Bovallius, 1887 (1 género, 2 especies)
- Parascelidae Bovallius, 1887 (5 géneros, 7 especies)
- Pardaliscidae Boeck, 1871 (22 géneros, 71 especies)
- Perthiidae Williams & Barnard, 1988 (1 género, 2 especies)
- Phliantidae Stebbing, 1899 (7 géneros, 23 especies)
- Photidae Boeck, 1871 (18 géneros, 216 especies)
- Phoxocephalidae G.O. Sars, 1891 (81 géneros, 368 especies)
- Phoxocephalopsidae Barnard & Drummond, 1982 (3 géneros, 9 especies)
- Phreatogammaridae Bousfield, 1979 (2 géneros, 5 especies)
- Phronimidae Rafinesque, 1815 (2 géneros, 11 especies)
- Phrosinidae Dana, 1853 (3 géneros, 8 especies)
- Platyischnopidae Barnard & Drummond, 1979 (8 géneros, 15 especies)
- Platyscelidae Bate, 1862 (5 géneros, 16 especies)
- Pleustidae Buchholz, 1874 (35 géneros, 139 especies)
- Pleioplateidae J.L. Barnard, 1978 (1 género, 2 especies)
- Podoceridae Leach, 1814 (8 géneros, 72 especies)
- Podoprionidae Lowry & Stoddart, 1996 (1 género, 4 especies)
- Pontogammaridae Bousfield, 1977 (13 géneros, 40 especies)
- Pontogeneiidae Stebbing, 1906 (31 géneros, 168 especies)
- Pontoporeiidae Dana, 1853 (6 géneros, 34 especies)
- Priscillinidae d'Udekem d'Acoz, 2006 (1 género, 2 especies)
- Priscomilitaridae Hirayama, 1988 (2 géneros, 2 especies)
- Prolanceolidae Zeidler, 2009 (1 género, 1 especie)
- Pronoidae Claus, 1879 (4 géneros, 12 especies)
- Pseudamphilochidae Schellenberg, 1931 (1 género, 1 especie)
- Pseudingolfiellidae Lowry & Myers, 2012
- Pseudocrangonyctidae Holsinger, 1989 (2 géneros, 18 especies)
- Rakiroidae Myers & Lowry, 2003 (1 género, 1 especie)
- Regaliidae Lowry, 2006 (1 género, 3 especies)
- Salentinellidae Bousfield, 1977 (2 géneros, 22 especies)
- Sanchoidae Lowry, 2006 (1 género, 2 especies)
- Sandroidae Lowry & Myers, 2012
- Scinidae Stebbing, 1888 (5 géneros, 49 especies)
- Scopelocheiridae Lowry & Stoddart, 1997 (7 géneros, 18 especies)
- Sebidae Waker, 1908 (3 géneros, 31 especies)
- Sensonatoridae Lowry & Myers, 2012
- Sicafodiidae Just, 2004 (1 género, 1 especie)
- Sinurothoidae Ren, 1999 (1 género, 1 especie)
- Sophrosynidae Lowry & Stoddart, 2010 (1 género, 14 especies)
- Stegocephalidae Dana, 1852 (25 géneros, 108 especies)
- Stenothoidae Boeck, 1871 (41 géneros, 293 especies)
- Sternophysingidae Holsinger, 1992 (1 género, 8 especies)
- Stilipedidae Holmes, 1908 (5 géneros, 20 especies)
- Synopiidae Dana, 1852 (17 géneros, 91 especies)
- Talitridae Rafinesque, 1815 (57 géneros, 268 especies)
- Temnophliantidae Griffiths, 1975 (2 géneros, 2 especies)
- Thoriellidae Lowry & Stoddart, 2011 (4 géneros, 5 especies)
- Thurstonellidae Lowry & Zeidler, 2008 (1 género, 1 especie)
- Trischizostomatidae Liljeborg, 1865 (1 género, 16 especies)
- Tulearidae Ledoyer, 1979 (1 género, 1 especie)
- Typhlogammaridae Bousfield, 1979 (5 géneros, 7 especies)
- Unciolidae Myers & Lowry, 2003 (17 géneros, 41 especies)
- Uristidae Hurley, 1963 (22 géneros, 184 especies)
- Urohaustoriidae Barnard & Drummond, 1982 (9 géneros, 23 especies)
- Uronyctidae Lowry & Myers, 2012
- Urothoidae Bousfield, 1978 (6 géneros, 61 especies)
- Valettidae Stebbing, 1888 (1 género, 5 especies)
- Valettiopsidae Lowry & De Broyer, 2008 (2 géneros, 12 especies)
- Vibiliidae Dana, 1852 (3 géneros, 23 especies)
- Vicmusiidae Just, 1990 (1 género, 2 especies)
- Vitjazianidae Birstein & M. Vinogradov, 1955 (2 géneros, 5 especies)
- Wandinidae Lowry & Stoddart, 1990 (2 géneros, 4 especies)
- Zobrachoidae Barnard & Drummond, 1982 (5 géneros, 5 especies)